# Bardolino (Venetien)

Lage der Gemeinde Bardolino in der Provinz Verona

Bardolino ist eine italienische Gemeinde am Gardasee in der Provinz Verona in der nordostitalienischen Region Venetien mit 6916 Einwohnern (Stand 31. Dezember 2023). Bardolino liegt an der Ostseite des Sees nördlich von Lazise und südlich von Garda.
Bardolino hat zwei Millionen Touristen pro Jahr und liegt auf Platz 24 unter den Reisezielen in Italien.

## Verwaltungsgliederung und Partnergemeinde
Der Ort ist Gemeindesitz. Zur Gemeinde gehören auch die Fraktionen Cisano und Calmasino. Cisano liegt am Gardasee, von Bardolino Richtung Lazise und direkt an der Uferstraße Gardesana orientale. Zu Fuß erreicht man über die Uferpromenade in ca. 20 Minuten den Ortskern von Bardolino und in ca. 30 Minuten Lazise. Sehenswert ist in Cisano die kleine Kirche St. Julian aus dem 8. Jahrhundert.
Die mittelfränkische Gemeinde Rednitzhembach im Landkreis Roth ist Partnergemeinde von Bardolino. Sowohl in Bardolino als auch in Rednitzhembach finden Weinfeste mit Winzern aus der jeweils anderen Region statt.

## Kulturelles

### Weinbaugebiet
Bardolino ist das Zentrum eines bekannten Weinbaugebiets gleichen Namens. Der rote Bardolino sowie der Rosé mit dem Namen „Chiaretto“ sind sehr beliebt.

### Sehenswürdigkeiten
Wie auch das umliegende Gebiet ist der Ort ein beliebtes Tourismus-Ziel.
- Pfarrkirche SS. Nicolò e Severo, am Matteotti-Platz
- Kirche San Severo, Via San Severo
- Kirche San Zeno, Corte San Zeno
- Kirche San Vito, Contrada Cortelline
- Kirche San Colombano, Contrada Cortelline
- Kirche San Pietro, Via San Petro
- Kamaldulenser-Kloster
- Weinmuseum (Museo del Vino)

In Cisano sind zu besichtigen:
- Pfarrei Santa Maria
- Ölmuseum
- Vogelkundliches Museum

In Calmasino ist zu besichtigen:
- Pfarrkirche

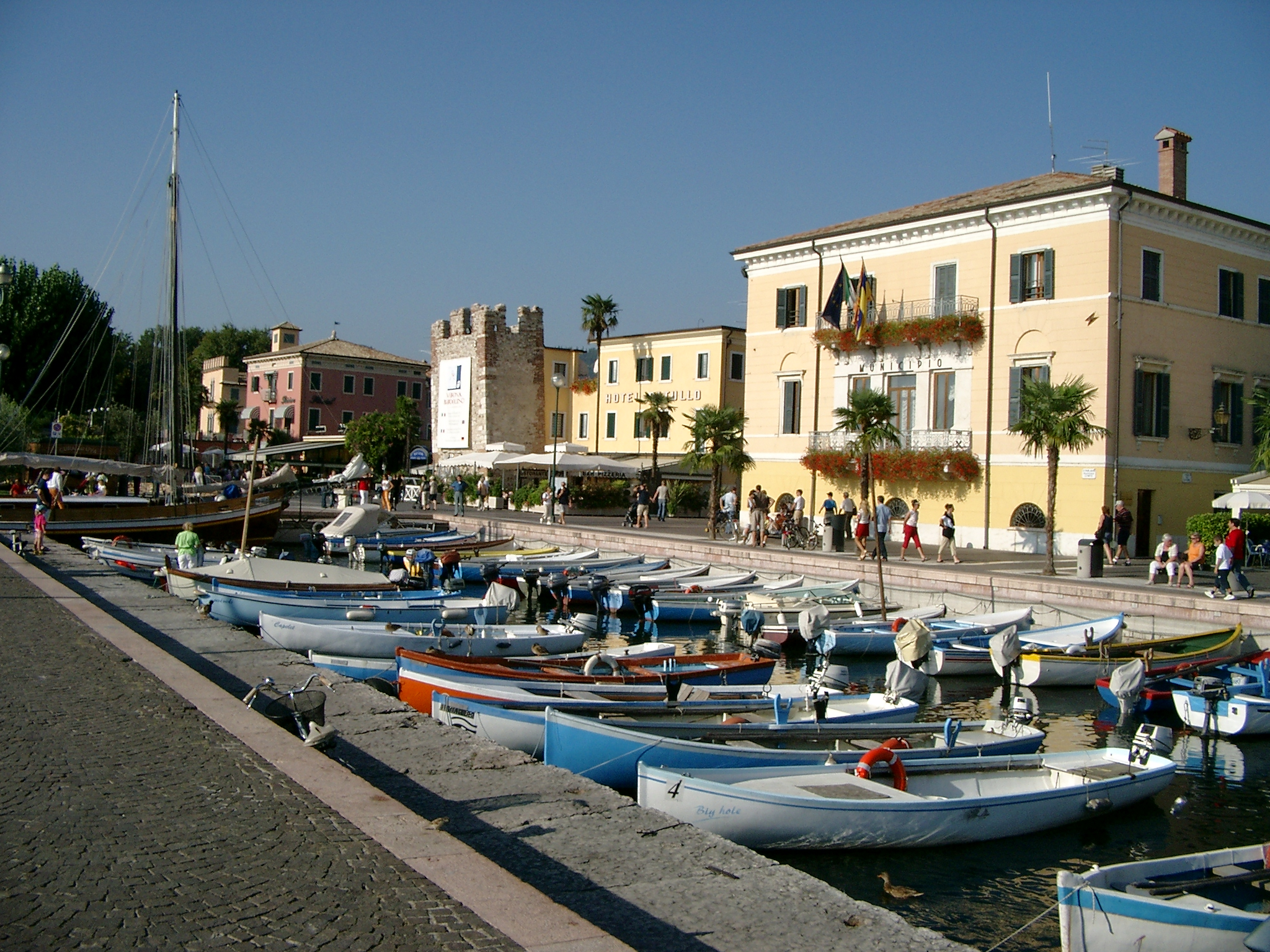
Promenade und Hafen in Bardolino, 2005
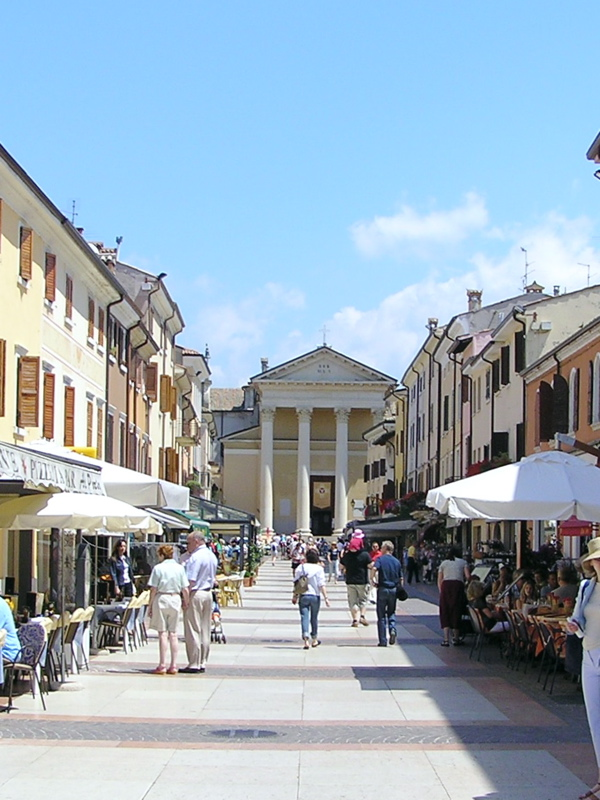
Zentrale Piazza Matteotti mit der Kirche Santi Niccoló e Severo
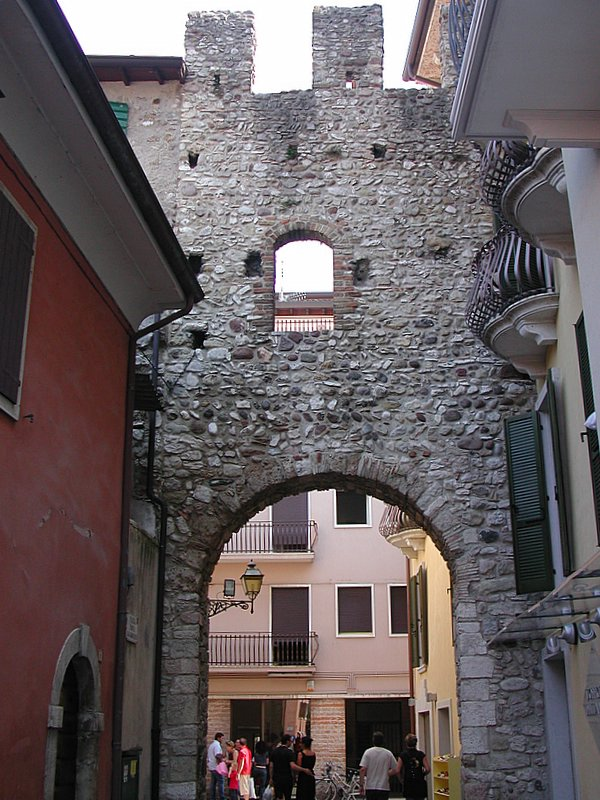
Porta San Giovanni
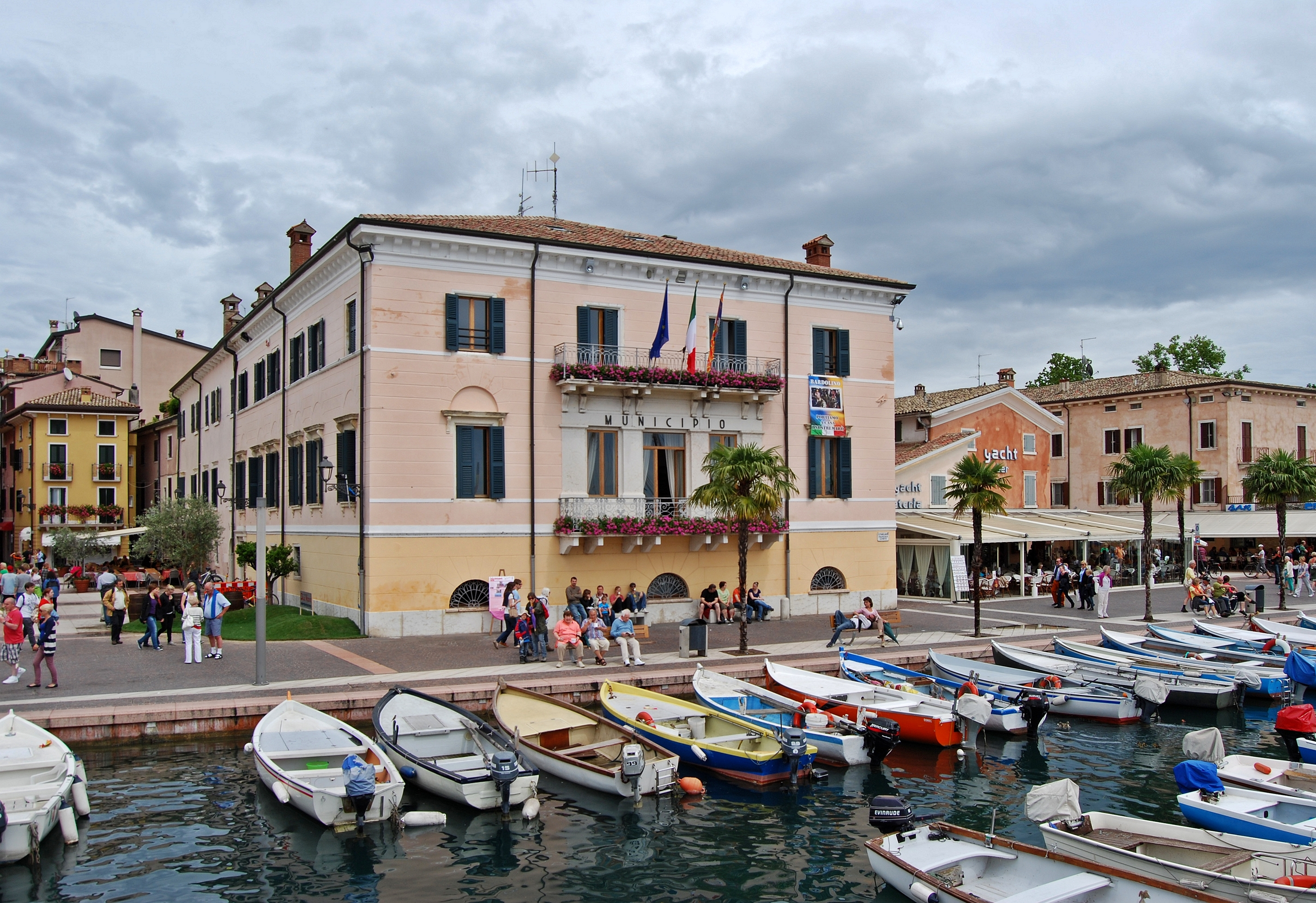
Rathaus (Municipio) von Bardolino
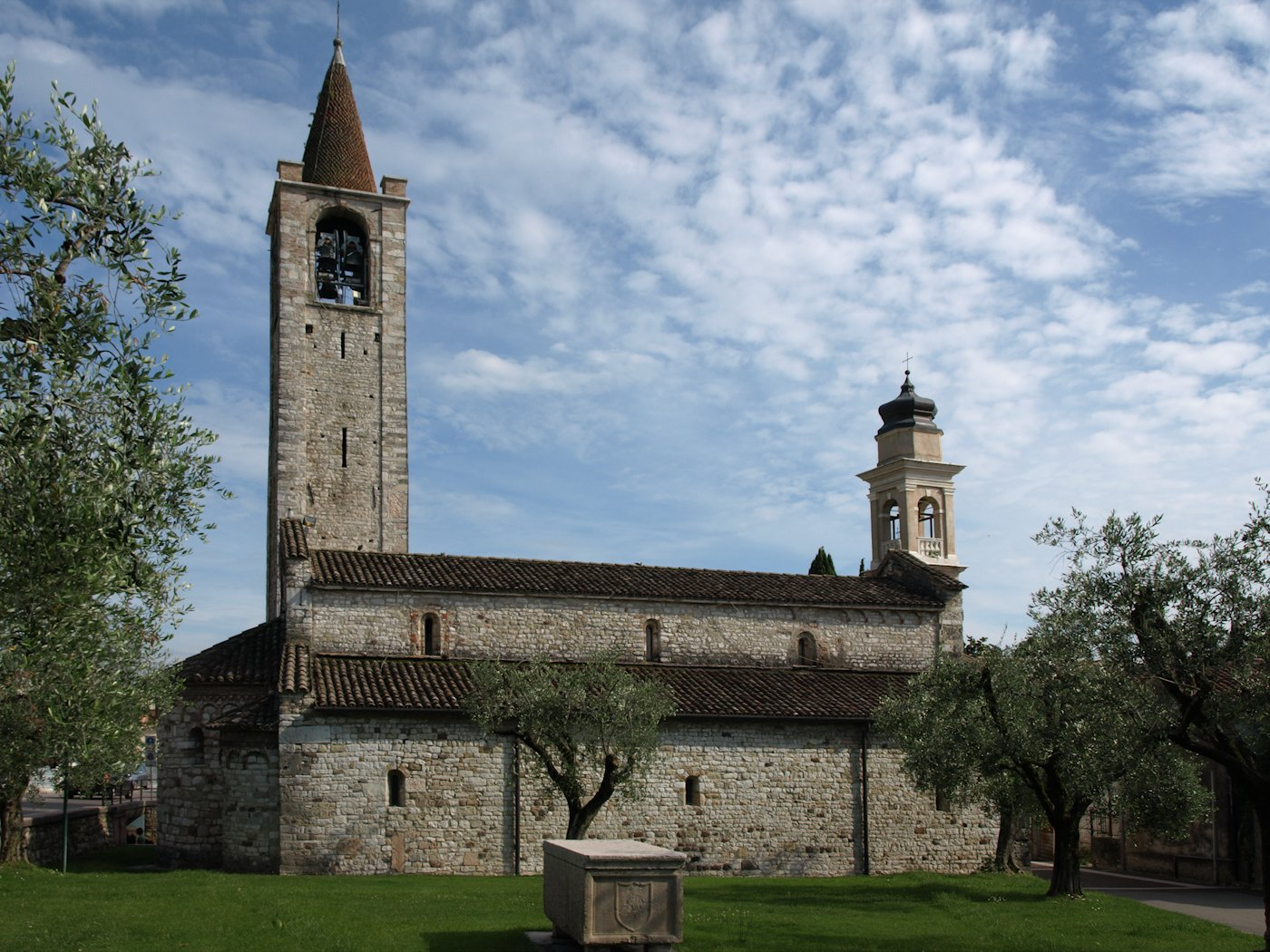
San Severo

### Sport
Der ansässige Frauenfußballverein ASD CF Bardolino spielt in der Serie A und gewann in den Jahren 2005, 2006, 2008 und 2009 die Meisterschaft sowie 2006, 2007 und 2009 den Pokal.

## Töchter und Söhne der Gemeinde
- Andrea Gritti (1455–1538), 77. Doge der Republik Venedig
- Andrea Graziani (1865–1931), General
- Ezio Cardi (* 1948), Radrennfahrer